# Perro de Guerra Jr.
Omar Tacomol Ricardo, mer känd under sitt artistnamn Perro de Guerra Jr., född 27 november 1990 i San Francisco Coacalco i delstaten Mexiko, död 8 april 2023, var en mexikansk fribrottare. 
Ricardo var ett av de största namnen på Mexico Citys oberoende fribrottningsscen på det sena 2010-talet och tidiga 2020-talet. Främst är han berömd för en internationellt kritikerrosad match mot Black Terry i Arena Coliseo Coacalco den 22 augusti 2021.
I februari 2023 meddelade Ricardo att han avsåg att ta en längre paus från fribrottningen på grund av försämrad fysisk hälsa.